# Nicola Santoni
Nicola Santoni (Forlì, 18 gennaio 1979) è un allenatore di calcio ed ex calciatore italiano, di ruolo portiere.

## Carriera

### Giocatore

#### Club
Dopo la militanza nel Cesena la sua carriera prosegue con la stagione 2000-2001 quando conquista nel Chieti la promozione in Serie C1.
Dopo il campionato in neroverde viene acquistato dal Palermo. Per tutta la stagione 2004-2005 è il secondo di Matteo Guardalben, esordendo in Serie A il 29 maggio 2005 nel 3-3 casalingo contro la Lazio valido per la 38ª e ultima giornata. Rimane in rosanero fino al doppio cambio di casacca del 2006, anno in cui passa prima al Brescia e poi allo Spezia. Coi rosanero ha giocato in Serie A ed in Coppa UEFA.
Durante l'esperienza spezzina si è mostra decisivo nella partita di ritorno dei play-out di Serie B contro l'Hellas Verona.
Nella stagione 2007-2008, nella partita casalinga contro il Brescia, durante un intervento si rompe i legamenti crociati del ginocchio ed è costretto a lasciare il posto al debuttante Ivan Dazzi. La stagione 2007-2008 è da considerarsi per lui finita.
Il 2 luglio 2008 viene acquistato dal Bari come vice di Jean François Gillet collezionando nella stagione solo 2 presenze.
Il 10 luglio 2009 il Bari lo cede in prestito al Ravenna ma al Policlinico Gemelli di Torino scopre di avere un'anomalia cardiaca che gli impedisce di superare le visite mediche: per questa ragione il suo tesseramento viene sospeso. Di fronte alla scelta tra restare fermo per un anno fino alle nuove visite o interrompere la carriera, il 5 agosto 2009 decide di ritirarsi a trent'anni.

#### Nazionale
Nell'ottobre del 2005 è stato convocato in Nazionale da Marcello Lippi come terzo portiere nella gara contro la Slovenia. In quella gara, infortunato Buffon, i portieri convocati erano Peruzzi, De Sanctis e Roma, ma dopo l'infortunio di quest'ultimo, visto che la gara si disputava a Palermo, fu convocato d'urgenza Santoni, all'epoca portiere dei rosanero. Già però partito per la propria casa fruendo di due giorni di riposo dati alla squadra dall'allora tecnico Delneri, dovette declinare e al suo posto furono convocati Marco Storari prima e Vincenzo Sicignano poi.

### Allenatore
Il 9 luglio 2010 diviene il nuovo preparatore dei portieri del Ravenna, la squadra con la quale aveva raggiunto un accordo economico un anno prima per giocare ma, a causa del ritiro forzato, ripiegò sul ruolo di coordinatore dell'attività dei preparatori dei portieri del settore giovanile.

## Calcioscommesse
Il 1º giugno 2011 viene iscritto nel registro degli indagati nell'ambito dello scandalo calcio-scommesse riguardante anche il Ravenna, precisamente la partita Ravenna-Spezia (0-1) del 27 marzo 2011. Dopo che il procuratore federale Stefano Palazzi aveva chiesto per lui cinque anni di squalifica più preclusione, il 9 agosto in primo grado e il 19 agosto in secondo grado, viene squalificato per quattro anni.
Una seconda tranche dell'indagine della procura di Cremona porta, il 19 dicembre 2011, all'arresto di Nicola Santoni e di altre sedici persone.
L'8 maggio 2012 viene deferito dalla Procura federale della FIGC e il 1º giugno il procuratore federale Stefano Palazzi richiede per lui cinque anni di squalifica più preclusione. Il 18 giugno in primo grado  e il 6 luglio in secondo grado gli viene confermata la squalifica.
Ad agosto viene iscritto, insieme ad altri suoi ex compagni del Bari, nel registro degli indagati dalla Procura di Bari per frode sportiva in riguardo ad alcune partite del Bari truccate in passato ove il 4 luglio 2013, nell'inchiesta Bari-bis sul calcioscommesse, patteggia una pena di 9 mesi in continuazione  che, sommati ai 9 anni complessivi dei precedenti filoni, fanno un totale di 9 anni e 9 mesi di squalifica.
Il 9 febbraio 2015 la procura di Cremona termina le indagini e formula per lui e altri indagati le accuse di associazione a delinquere e frode sportiva.
Il 22 dicembre 2016 Santoni, Cristiano Doni, Gianfranco Parlato e l'Atalanta vengono assolti dalla Sezione Disciplinare del Tribunale Nazionale Federale per mancanza di prove in relazione a Crotone-Atalanta del 22 aprile 2011.

## Palmarès
- Campionato italiano di Serie B: 2

Palermo: 2003-2004
Bari: 2008-2009